# Corynopoma
Corynopoma is een monotypisch geslacht van straalvinnige vissen uit de familie van de karperzalmen (Characidae).

## Soort
- Corynopoma riisei Gill, 1858